# Киргизфільм

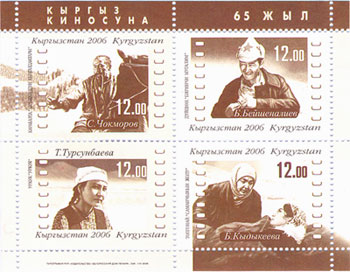
Поштова марка до 65-ліття киргизького кінематографу

«Киргизфільм» (кирг. Кыргыз киносу) — киргизька кіностудія художніх, документальних та анімаційних фільмів. Заснована в 1942 року.
Була створена в 1942 році на базі корпункту Узбецького державного фотокінотреста («Узбеккіно») і спочатку називалася Фрунзенська студія кінохроніки (з 1956 року — Фрунзенська студія художніх і хронікально-документальних фільмів). Нинішню назву отримала в 1961 році.
В даний час кіностудія Киргизфільм названа в честь кінорежисера Толомуша Океева.

## Фільмографія
(неповна)
- «Салтанат» (1955)
- «Легенда про крижане серце» (1957)
- «Дівчина Тянь-Шаня» (1960)
- «Перевал» (1961)
- «Важка переправа» (1964)
- «Джура» (1964)
- «Постріл на перевалі Караш» (1969)
- «Вклонися вогню» (1971)
- «Вулиця» (1972)
- «Біля старого млина» (1972)
- «Білий пароплав» (1975)
- «Червоне яблуко» (1975)
- «Не шукай пояснення» (1982)
- «Нащадок білого барса» (1984)
- «Місячна відьма» (1985)
- «Міражі кохання» (1986)
- «Долина предків» (1989)
- «Кам'яний полон» (1990)